# Аллея Классиков (Бельцы)

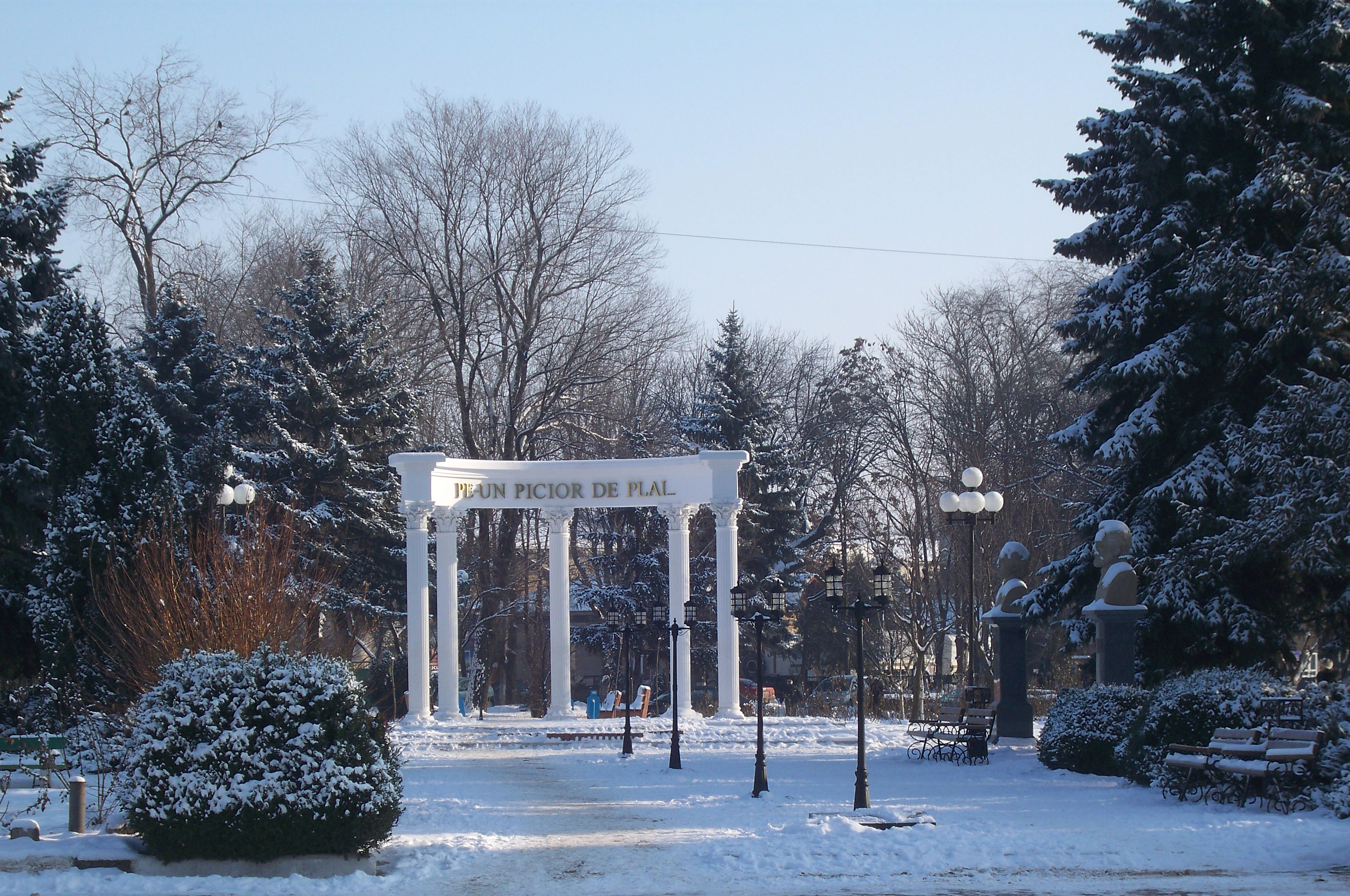

Аллея Национальных Классиков — аллея с бюстами молдавских писателей и поэтов в Бельцах, открытая 17 июля 2010 года в центральном сквере Народных умельцев. В ходе торжественного открытия аллеи священники освятили арку и первые три установленных бюста: Михая Эминеску, Иона Крянгэ и Григоре Виеру. По информации главного архитектора муниципия Бориса Грицуника, всего на аллее классиков будут установлены 15 бюстов.
Идея открытия Аллеи классиков в Бельцах принадлежит троим бельчанам — предпринимателям Тудору Чобану, Борису Маркочу и Василию Хердику. Они и стали главными спонсорами проекта, оплатив изготовление и установку монументов . Всего же к реализации проекта присоединились 30 экономических агентов Бельц. На существующую сегодня часть аллеи было затрачено в общей сложности 550 тыс. леев .
Архитекторами аллеи являются Иван Маковский и Анатолий Чекан. Главная идея их проекта — установка в центре сквера арки с колоннами, под которой размещается бюст Михая Эминеску. Такая арка становится центром и основой всей композиции. От неё лучами расходятся аллеи. Позднее было решено внести изменение в проект и оставить арку свободной, чтобы желающие могли попробовать себя в роли декламаторов любимых произведений писателей и поэтов. На торжественном открытии Аллеи классиков приняли участие примар Василию Панчуку, другие представители городской администрации, муниципальные советники, сотрудники культурных учреждений, простые бельчане. Почётными гостями церемонии открытия были вице-министр культуры Георге Постикэ, члены семьи Григоре Виеру — супруга Раиса и сын Кэлин, автор бюстов классиков скульптор Георгий Георгидзе и председатель Союза писателей Молдовы Михай Чимпой.